# 箱崎村
箱崎村（はこざきむら）は、長崎県壱岐郡にあった村。1956年（昭和31年）に南隣の芦辺町に編入した。
現在の壱岐市芦辺町の北部にあたる。

## 地理
壱岐島の北東部に位置する。
- 山：男岳（魚釣山）、女岳
- 河川：谷江川、牧川、橋本川、恵美川、蟹田川、深谷川、山川、雨淵川
- 港湾：芦辺漁港

## 沿革
当地は古くは「椙原村」と称し、14世紀頃は瀬戸浦とともに筑前国筥崎宮の神領であった。「箱崎」の地名は1332年（正慶元年）に筥崎宮の分霊を海裏宮に勧請した事に由来し、後に村名を「箱崎村」に改めた。
- 1889年（明治22年）4月1日 - 町村制施行により、壱岐郡箱崎村が単独村制にて発足。
- 1956年（昭和31年） 9月30日 - 芦辺町に編入し、箱崎村は自治体として消滅。

## 地名
触・浦を行政区域とする。箱崎村は1889年の町村制施行時に単独で自治体として発足したため、大字は無し。
- 江角触[5]
- 釘ノ尾触[6]
- 瀬戸浦
- 大左右触（たいそう）[7]
- 谷江触[8]
- 中山触[9]
- 本村触[10]
- 諸津触[11]

## 名所・旧跡
- 弘安の役瀬戸浦古戦場[12]
- 箱崎八幡神社
- 壱岐神社

## 箱崎村出身の著名人
- 真鍋儀十（政治家・文学研究家）